# Йерв
«Йерв» (норв. Fotballklubben Jerv) — норвежский футбольный клуб из коммуны Гримстад, губерния Эуст-Агдер. Основан 21 августа 1921 года. Домашние матчи проводит на стадионе Угланд вместимостью 1 750 зрителей. 
С норвежского языка название клуба «Jerv» дословно переводится как Росомаха.
Помимо мужской, имеется женская команда под названием «Амазон Гримстад».

## История клуба
Клуб «Йерв» был основан 21 августа 1921 года в норвежской коммуне Гримстад под названием «Vestergatens FK» в честь улицы, на которой был основан. Через несколько лет клуб изменил свое первоначальное название на «Djerv». В 1934 году клуб слился с местной футбольной командой и получил свое окончательное название «Йерв» (норв. «Jerv»), которое и носит по сей день. С момента своего создания «Йерв» выступал на региональном уровне низших лиг чемпионата Норвегии вплоть до 1980-х годов.
1970-е годы были ознаменованы английским периодом в истории клуба. В эти годы «Йерв» поочередно возглавляли англичане Дуглас Рейнольдс, Джефри Хадсон и Брайн Кинг. В 1980-х годах клуб дважды возглавлял англичанин Ян Кроуфорд. Существенного прогресса в развитии клуба английские тренеры не снискали и в конечном итоге клуб вернулся к привлечению собственных футбольных кадров и специалистов из соседних стран, среди которых, например, был известный шведский наставник клубов и национальных сборных Бу Юханссон, возглавлявший команду с 1984 по 1985 годы. Однако даже привлечение именитых специалистов значительно не помогло клубу, и «Йерв» с переменным успехом продолжал выступление в региональных лигах Норвегии.
С начала 2000-х годов «Йерв», казалось, вознамерился выйти из Третьего дивизиона, в котором клуб провел большую часть своей истории. Два года подряд «Йерв» становился лучшим в своем дивизионе, но в 2000 году клуб потерпел неудачу в плей-офф турнира и вынужден был отложить задачу выхода на следующий год. Однако уже в следующем сезоне «Йерв» снова стал победителем своей лиги и со второй попытки наконец вышел во Второй дивизион.
Наряду с успехами мужского клуба было решено создать также женскую команду. В 1999 году на базе мужского футбольного клуба была создана женская команда под названием «Амазон Гримстад». Женская команда как и мужская дислоцировалась в Гримстаде и представляла собой филиал мужского футбольного клуба. Играть обеим командам предстояло на клубном стадионе Угланд. На сегодняшний день обе команды играют на одном стадионе.
В 2003 году «Йерв» покинул Второй дивизион. На протяжении восьми лет (с 2004 по 2011 годы) клуб бессменно выступал в Третьем дивизионе. В сезоне 2009 года клуб выиграл дивизион, но снова потерпел неудачу в плей-офф турнира, и еще три раза оставался в шаге от выхода, занимая второе место. Наконец, в сезоне 2011 года «Йерв» снова выиграл чемпионат третьей лиги, и, благодаря отмене системы плей-офф, без дополнительных испытаний поднялся в следующий дивизион как победитель регулярного сезона.
В ноябре 2007 года в качестве помощника главного тренера в команду пришел известный в прошлом норвежский футболист Торе Андре Далум. В 2008 году Далум стал главным тренером команды. «Йерв» стал первым футбольным клубом Далума в качестве основного наставника. В 2009 году Далум выиграл чемпионат третьей лиги, но проиграв плей-офф турнира, покинул свой пост.
Последний раз вылетев из Второго дивизиона в 2012 году, с тех пор «Йерв» непременно выигрывал почти все лиги, в которых принимал участие. Сначала в сезоне 2013 клуб выиграл чемпионат третьей лиги, а уже на следующий год, в сезоне 2014, и Второй дивизион, впервые в своей истории оформив выход в ОБОС-лигу – второй по значимости дивизион чемпионата Норвегии. Таким образом, за два года «Йерв» проделал путь из третьей лиги в первый дивизион, не задерживаясь ни в одной из лиг более одного сезона.
В 2015 году «Йерв» дебютировал в ОБОС-лиге. Уже в дебютном своем сезоне в новой лиге клуб занял небывало высокое для новичка лиги пятое место и с первой же попытки попал в зону плей-офф. Более того, будучи дебютантом турнира, «Йерв» сходу дошел до финала плей-офф, где сыграл с 14-й командой Типпелиги по итогам регулярного сезона 2015 года клубом «Старт» из коммуны Кристиансанн соседней губернии Вест-Агдер. Дерби команд из соседних регионов завершилось в пользу ФК «Старт» (1:1 в Гримстаде и 1:3 в пользу «Старта» в Кристиансанне). Таким образом, за три года совершить первый в истории норвежского футбола путь от третьего дивизиона до Типпелиги клубу не удалось. Тем не менее, мало кому из норвежских команд удавалось проделать нечто подобное в своей истории.
В сезоне 2016 года «Йерв» второй раз подряд занял место в плей-офф ОБОС-лиги и дошел до финала, где по итогам двух встреч снова уступил 14-й команде Типпелиги, на сей раз клубу «Стабек» со счетом 1:2.
15 декабря 2021 года в год своего столетия "Йерв" всё таки оформил выход в Типпелигу, обыграв футбольный клуб "Бранн" в финале плэй-офф (1:1 основное время, 3:3 дополнительное время, 7:8 по пенальти)

## Статистика выступлений с 2000 года
| Сезон | Ранг | Турнир          | Место | И  | В  | Н  | П  | ГЗ  | ГП | РГ  | Очки | Кубок          | Исход |
| ----- | ---- | --------------- | ----- | -- | -- | -- | -- | --- | -- | --- | ---- | -------------- | ----- |
| 2000  | 4    | Третий дивизион | 1*    | 22 | 16 | 4  | 2  | 71  | 23 | +48 | 52   | –              |       |
| 2001  | 4    | Третий дивизион | 1     | 22 | 15 | 2  | 5  | 60  | 23 | +37 | 47   | –              |       |
| 2002  | 3    | Второй дивизион | 11    | 26 | 9  | 3  | 14 | 47  | 59 | -12 | 30   | 2-й раунд      |       |
| 2003  | 3    | Второй дивизион | 12    | 26 | 6  | 8  | 12 | 40  | 59 | -19 | 26   | 2-й раунд      |       |
| 2004  | 4    | Третий дивизион | 3     | 22 | 14 | 3  | 5  | 55  | 23 | +32 | 45   | –              |       |
| 2005  | 4    | Третий дивизион | 2     | 22 | 13 | 2  | 7  | 49  | 27 | +22 | 41   | 1-й раунд      |       |
| 2006  | 4    | Третий дивизион | 10    | 22 | 6  | 5  | 11 | 41  | 50 | -9  | 23   | –              |       |
| 2007  | 4    | Третий дивизион | 11    | 26 | 10 | 1  | 15 | 51  | 66 | -15 | 31   | –              |       |
| 2008  | 4    | Третий дивизион | 2     | 24 | 19 | 2  | 3  | 101 | 27 | +74 | 59   | –              |       |
| 2009  | 4    | Третий дивизион | 1*    | 26 | 21 | 3  | 2  | 112 | 20 | +92 | 66   | 1-й квал.раунд |       |
| 2010  | 4    | Третий дивизион | 2     | 26 | 19 | 1  | 6  | 69  | 24 | +45 | 58   | 1-й раунд      |       |
| 2011  | 4    | Третий дивизион | 1     | 24 | 20 | 2  | 2  | 105 | 16 | +89 | 62   | 2-й квал.раунд |       |
| 2012  | 3    | Второй дивизион | 12    | 26 | 9  | 5  | 12 | 45  | 53 | -8  | 32   | 2-й раунд      |       |
| 2013  | 4    | Третий дивизион | 1     | 24 | 19 | 3  | 2  | 75  | 22 | +53 | 60   | 2-й квал.раунд |       |
| 2014  | 3    | Второй дивизион | 1     | 26 | 17 | 6  | 3  | 71  | 29 | +42 | 57   | 2-й раунд      |       |
| 2015  | 2    | ОБОС-лига       | 5     | 30 | 12 | 11 | 7  | 47  | 28 | +19 | 47*  | 2-й раунд      |       |
| 2016  | 2    | ОБОС-лига       | 3     | 30 | 15 | 8  | 7  | 47  | 34 | +13 | 53*  | 2-й раунд      |       |

- Уступил в раунде плей-офф.
- Финал раунда плей-офф.

## Тренеры клуба
- 1921  Эйнар Тьерсланд
- 1922  Йохан Йоханссен
- 1923  Джон Хауген
- 1924  Оле Гьертсен
- 1925-1927  Сигурд Кристиансен
- 1928-1929  Йохан Хейнеке
- 1930  Гарри Одегор &  Педер Грёсл
- 1931-1932  Педер Грёсл
- 1933  Лауриц Хёрринг
- 1934  Йохан Хейнеке
- 1935  Пер Кристоферсен
- 1936  Педер Грёсл
- 1937  Алф Йенсен
- 1938  Пер Кристоферсен
- 1939  Ингвар Бернтсен
- 1940-1944  Эйнар Тьерсланд
- 1945  Лейф Симонсен
- 1946-1947  Поль Блумквист &  Лейф Симонсен
- 1948  Свен Аге Сёренсен
- 1948  Эгил Лёвстад
- 1949  Свен Аге Сёренсен
- 1950  Лейф Симонсен &  Йохан Йорген Угланд
- 1951  Йохан Йорген Угланд
- 1952  Эвген Сандберг
- 1953  Ивар Бё
- 1954  Рагнар Кёбро
- 1955  Свен Аге Сёренсен
- 1956  Пер Бьорн Амундсен
- 1957  Рейдар Берге &  Бард Хегенн
- 1958  Эрик Келлер Карлсен
- 1958  Бард Хегенн
- 1959  Рейдар Берге &  Рольф Якобсен
- 1960-1967  Рой Сёрскотт
- 1968  Йохан Свенневиг
- 1969-1970  Бьорн Ларсен
- 1971-1972  Ола Сайс
- 1973  Кьель Петтерсен
- 1974  Ола Сайс
- 1975  Дуглас Рейнольдс
- 1976  Джефри Хадсон
- 1977  Карстен Йоханссен
- 1978-1979  Брайн Кинг
- 1980-1981  Оле Ставрум
- 1982-1983  Ян Каре Стёдье
- 1984-1985  Бу Юханссон
- 1986  Клаес Кронквист
- 1986  Ян Кроуфорд
- 1987-1989  Эрик Мёрланд
- 1990  Ян Кроуфорд
- 1991  Эрик Мёрланд
- 1992  Оле Скубое
- 1993  Кьель Эгге
- 1994  Эрик Мёрланд
- 1995-1998  Кай Ове Оммундсен
- 1999  Арве Олсен
- 2000-2001  Кай Ове Оммундсен
- 2002  Кай Поульсен
- 2003-2004  Йорг Йонсен
- 2005  Кай Поульсен
- 2006-2007  Рой Людвигсен
- 2008-2009  Торе Андре Далум
- 2010  Арве Селанд
- 2011-2013  Пеер Данефельд
- 2014-2015  Стейнар Педерсен
- 2016-н. в.  Арне Сандстё